# Línea 1A San Carlos (Salta)
La Línea 1A San Carlos o simplemente Línea 1A es una línea de transporte urbano de pasajeros de la ciudad de Salta, Argentina. La línea está actualmente operada por la empresa TADELVA S.R.L., bajo la administración de SAETA.
Esta línea fue la primera en ser operada por  la empresa, siendo principalmente conocida como Línea 1 ramal A teniendo una cobertura de barrios similar a la ex línea 25 de la empresa El Zonda. El día 1 de agosto de 2005, con la creación de SAETA como empresa administrativa del sistema de transporte urbano e interurbano del área metropolitana de Salta, la línea pasa a denominarse 1A y es actualmente una de las más importantes, contando con servicio nocturno y la flota más moderna de su empresa operadora.
Esta línea de tipo principal urbana conecta los principales barrios de la zona sur de Salta (Limache, Los Lapachos, San Carlos) con los principales puntos de interés en el centro y microcentro salteño en sentido horario (Hospital de niños, Terminal de Salta).

## Recorrido

### Recorrido literal[5]
Sale Control - Huayratata - Canción con Todos - Pachamama - Inti - Viracocha - Canción con Todos - Abraham Ralle - Cabo Luis Flores - San Andrés - San Benito - Av. Excombatientes de Malvinas - Av. Paraguay - Av. Chile - Pellegrini - 25 de Mayo - Av. Entre Ríos - A. Güemes - Aniceto Latorre - Av. Sarmiento - Rivadavia - Dean Funes - Av. Belgrano - Paseo Güemes - Av. Bicentenario - Av. Hipólito Yrigoyen - Chiclana - Av. Hipólito Yrigoyen - Abraham Cornejo - San Juan - Santa Fe - Av. San Martín Av. Jujuy - Av. Paraguay - Av. Excombatientes de Malvinas - San Benito - San Andrés - Cabo Luis Flores - Abraham Ralle - Cación con Todos - Viracocha - Inti - Pachamama - Av. Mitos Americanos - Huayratata - Llega Control

### Cobertura de barrios
San Carlos - Los Lapachos - Limache - San Francisco - Parque la Vega - Aerolíneas - Villa Cristina - Área Centro

## Puntos de interés
- Imprenta El Tribuno
- Libertad - Paseo Salta
- Centro de Convenciones
- Estadio Martearena
- COFRUTHOS
- Central de Policía
- Hospital Materno Infantil
- Parque 20 de Febrero
- Legislatura
- Parque San Martín
- Terminal
- Mercado San Miguel
- Centro Cívico Municipal